# Buphonion
Buphonion (altgriechisch Βουφονιών) war ein Monat in zumindest zwei antiken griechischen Kalendern, die auf dem ionischen Kalender fußen. 
Der Monat ist inschriftlich für die Kalender von Tenos und Delos bezeugt. Auf Delos stand er zwischen dem Metageitnion und dem Apaturion, auf Tenos folgte der Buphonion dem Heraion und stand möglicherweise vor dem Apaturion. Im attischen Kalender, dem Referenzkalender für ionische Lokalkalender, wird er mit dem Boëdromion gleichgesetzt, der im julianischen Kalender etwa dem September entspricht.
Der Name des Monats wird auf die Buphonia zurückgeführt, die Opferung eines Pflugochsen, die in diesem Monat zu Ehren des Gottes Zeus durchgeführt wurde.